# Zoltán Kelemen (Sänger)
Zoltán Kelemen (* 12. März 1926 in Budapest; † 9. Mai 1979 in Zürich) war ein ungarischer Bassbariton.
Er begann sein Gesangsstudium in Budapest, verließ Ungarn jedoch bald und setzte seine Ausbildung in Rom fort. Ab 1959 lebte er in Deutschland, zunächst in Augsburg (bis 1962) dann in Köln. 1962 debütierte er als Alberich bei den Bayreuther Festspielen. Diese Rolle wurde international zu seinem Markenzeichen, und er gilt neben Gustav Neidlinger als einer ihrer besten Exponenten. 1965 gehörte er zum Uraufführungsensemble von Bernd Alois Zimmermanns Oper Die Soldaten, in der er den Wesener sang.
Um 1970 herum war Zoltán Kelemen der Lieblingsbassbariton Herbert von Karajans, der mit ihm u. a. Fidelio (als Don Pizarro), den Ring (als Alberich), Boris Godunow (als Rangoni), Die Meistersinger von Nürnberg (als Sixtus Beckmesser) und Die lustige Witwe (als Mirko Zeta) aufnahm. Kelemen sang ebenfalls den Klingsor in Georg Soltis Parsifal und mehrmals den Alberich unter dem Bayreuther Dirigat von Pierre Boulez.
Kelemen hatte einen enormen Stimmumfang, der es ihm ermöglichte, sowohl von der tiefsten Basslage (Osmin in der Entführung aus dem Serail und Ochs im Rosenkavalier) bis zur hohen Exposition (Alberich in der Götterdämmerung) vielseitigen Ansprüchen gerecht zu werden. Er verkörperte dämonische Figuren (Komtur in Don Giovanni) ebenso gut wie komödiantische Charaktere (Bartolo in Le nozze di Figaro). Seinen ungarischen Akzent nahm man als liebenswert in Kauf. Gelegentlich wird ihm heute vorgeworfen, seine Rollen „zu schön“ gesungen zu haben. Tatsächlich verströmt er als Alberich oder als Don Pizarro eine lyrische Wärme und Eleganz, die zu den Zielen des heutigen Regietheaters nicht recht passen würden.